# Верхнешакарово
Верхнешакарово (баш. Үрге Шәкәр) — деревня в Стерлибашевском районе Республики Башкортостан Российской Федерации. Входит в состав Сарайсинского сельсовета. 

## География

### Географическое положение
Расстояние до:
- районного центра (Стерлибашево): 27 км,
- центра сельсовета (Елимбетово): 15 км,
- ближайшей ж/д станции (Стерлитамак): 45 км.

## История
К V ревизии 1795 г. деревня Шакарово состояла из 15 дворов, где жили 54 человека. Через 21 год в 1816 г. в ней было только 4 двора и 47 человек. В четырех дворах зафиксировано 13 сложных семей. В двух дворах отмечены двоеженцы. X ревизия 1859 г. взяла на учет 190 человек. 287 башкир в 63 дворах зафиксировала перепись 1920 г. Тогда же показаны дети основателя деревни. Это - Ахмет со своим сыном Хангильде, 1747 года рождения, и Байназар с детьми Габдулмязитом, Абдулхалимом, Абдрахманом (год рождения - 1751). 
В 1842 г. на 73 человека засеяли озимого хлеба 56, ярового -200 пудов. Жителям принадлежало лошадей - 308, крупного рогатого скота - 261, овец - 159 голов. Они держали 38 ульев.
Была мечеть, школа. В 1906 отмечена также водяная мельница. 
С 30-х гг. 20 в. с переименованием д. Алимгузино в Нижнешакарово, д. Шакарово переименовано в Верхнешакарово.
Есть основная школа, детсад, фельдшерско-акушерский пункт, клуб (баш. фольк. нар. ансамбль «Кундрэкэй»). 
Ветераны Отечественной войны 1812 года учтенные в 1836-1839 гг, получившие медали «За взятие Парижа 19 марта 1814 года» и «В память войны 1812 года»:
- Нигматулла Рахматуллин;
- з.-хор. Ямангул Давлеткулов.

## Население
| 2002 | 2009 | 2010 |
| ---- | ---- | ---- |
| 194  | ↗208 | ↘168 |

Национальный состав
Согласно переписи 2002 года, преобладающая национальность — башкиры (98 %).